# Playa del Pozuelo
La playa del Pozuelo está situada en la localidad española de El Pozuelo, en el municipio de Albuñol, provincia de Granada. Es la última playa de la Costa Granadina hacia el este, próxima al límite con la provincia de Almería.